# Кала д'Олива (Сасари)
Кала д'Олива је насеље у Италији у округу Сасари, региону Сардинија.
Према процени из 2011. у насељу је живело 1 становника. Насеље се налази на надморској висини од 35 м.